# Туча (співачка)
Марія Тучка, відома за музичним проєктом ТУЧА — київська авторка-виконавиця та музикантка. Дискографія налічує два мініальбоми та декілька синглів.

## Життєпис
Родом з Хмельницького, проживає в Києві. Навчалася у Хмельницькому національному університеті. 
Є креативною продюсеркою UA: Суспільне мовлення та авторкою подкасту про українських музиканток «Геройки». 
2018 року заснувала сольний музичний проєкт ТУЧА. 
У 2021 році співачка стала переможницею Jager Music Awards у категорії Young Blood.
Одним з найвідоміших синглів співачки вважається «russia is a terrorist state», у кліпі до якого авторка використала архівні кадри часів Голодомору, «Розстріляного Відродження», репресій та інших проявів російського тероризму проти українців. Українське музичне медіа "СЛУХ" назвало відеороботу "головним кліпом війни" на момент прем'єри. 
26 вересня 2023 співачка презентувала пісню й кліп "Слеєрка", спрямовані на підтримку ЛГБТІК+ спільноти. Відео робота заперечує стереотипи щодо ЛГБТІК+ і покликана підтримати законопроєкт про цивільні партнерства.
Марія Тучка багаторічна веганка.

## Дискографія

### Мініальбоми
- 2019 — «ЗЛО»
- 2021 — «ТокСік»
- 2024 — «СуперБесті RMX»

### Сингли
- 2021 — «Ти винна», «МЗХЗ», «Некрасива»
- 2022 — «Воїн» (спільно з Koloah), «Месники», «russia is a terrorist state»[14]
- 2023 — «Мій Верше»[15], «Декаданс», «Слеєрка»
- 2024 —  «Суперсука», «Бесті», «ПИСЬМО», «УРАГАН»
- 2025 — «Комета»

### Спільні роботи
- 2020 — «Новорічна пісня» (спільно з Люсі)

## Музичні відео
| Рік  | Назва            | Режисери    |
| ---- | ---------------- | ----------- |
| 2018 | «Колискова»      |             |
| 2021 | «ТокСік (Toxic)» | Марія Тучка |
| 2021 | «Ти винна»       | Марія Тучка |
| 2023 | «Слеєрка»        | Ліза Руда   |
| 2023 | «ДекаДанс»       | Ілля Дуцик  |